# Nike Dunk

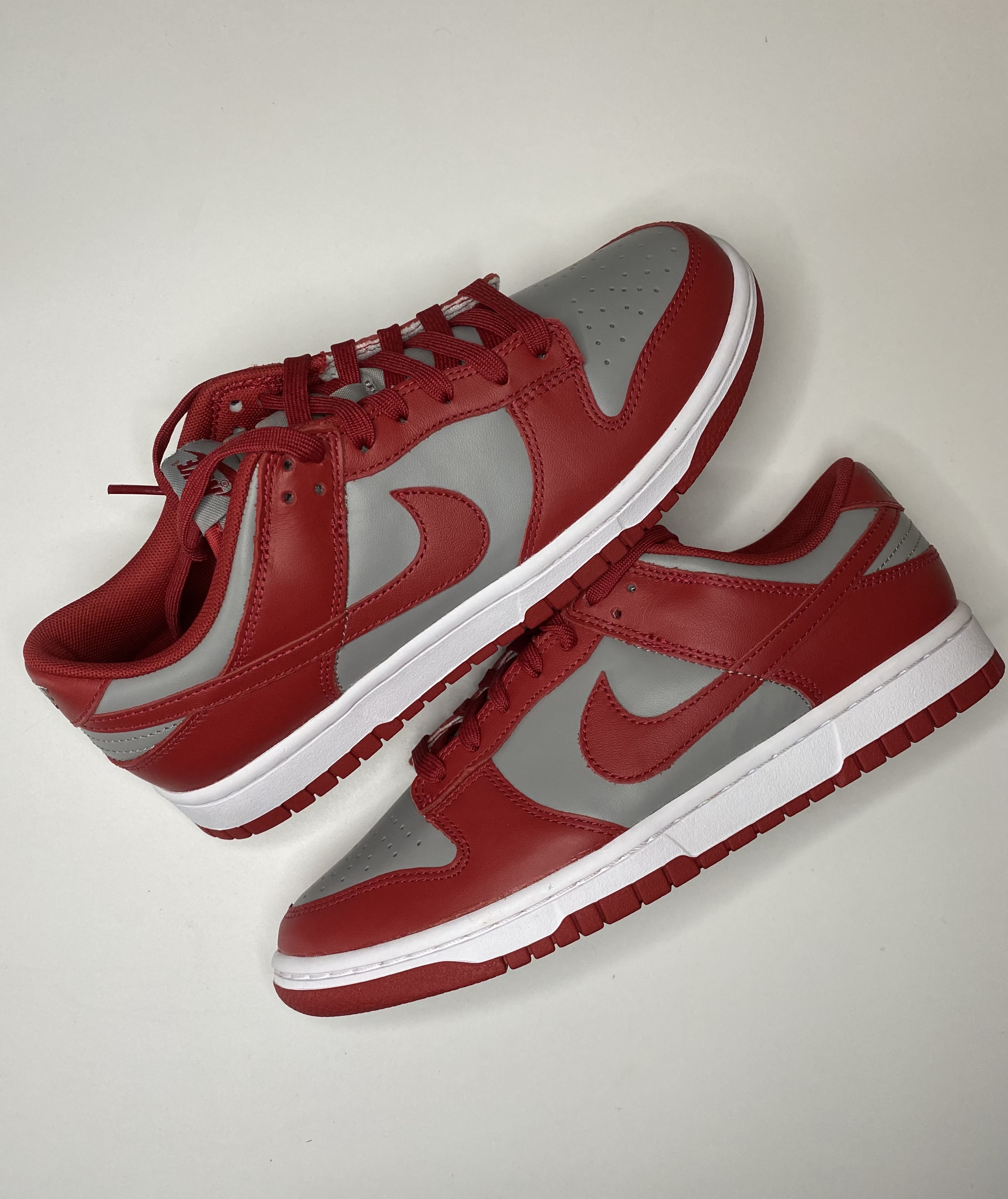
Czerwono szare Nike Dunk

Nike Dunk – linia butów sportowych produkowanych przez amerykańskie przedsiębiorstwo Nike od 1985 roku. Pierwotnie wydane zostały jako buty przeznaczone od gry w koszykówkę, jednak popularność butów wśród społeczności doprowadziła również do stworzenia wariantu używanego do jazdy na deskorolce. Buty oferowane są w wersjach z niską, średnią i wysoką cholewką.

## Historia
Buty Nike Dunk pierwotnie nazywane były „College Color High” i zostały zaprojektowane przez Petera Moore’a. Zawierają one elementy z butów Air Jordan 1, Nike Terminator i Air Force 1.
Chociaż Nike Dunk podczas premiery nie cieszyły się tak dużą popularnością jak m.in. linia Air Jordan, firma Nike wykorzystała tę linię butów do wejścia na rynek z akcesoriami do skateboardingu i zdecydowała się wypuścić nowy wariant butów Nike Dunk przeznaczonych wyłącznie do jazdy na deskorolce, zwanymi „Nike SB Dunk”.

## Galeria

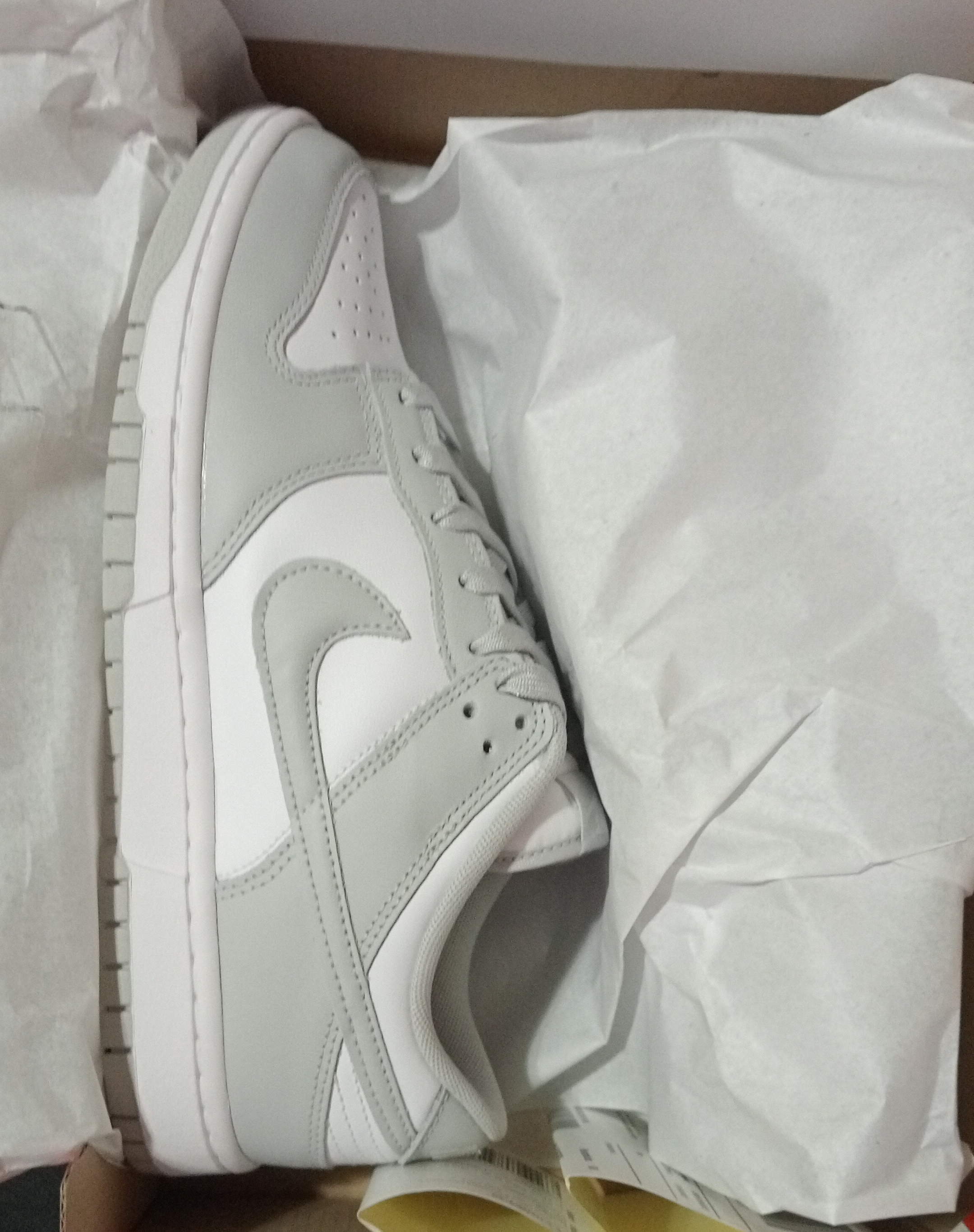
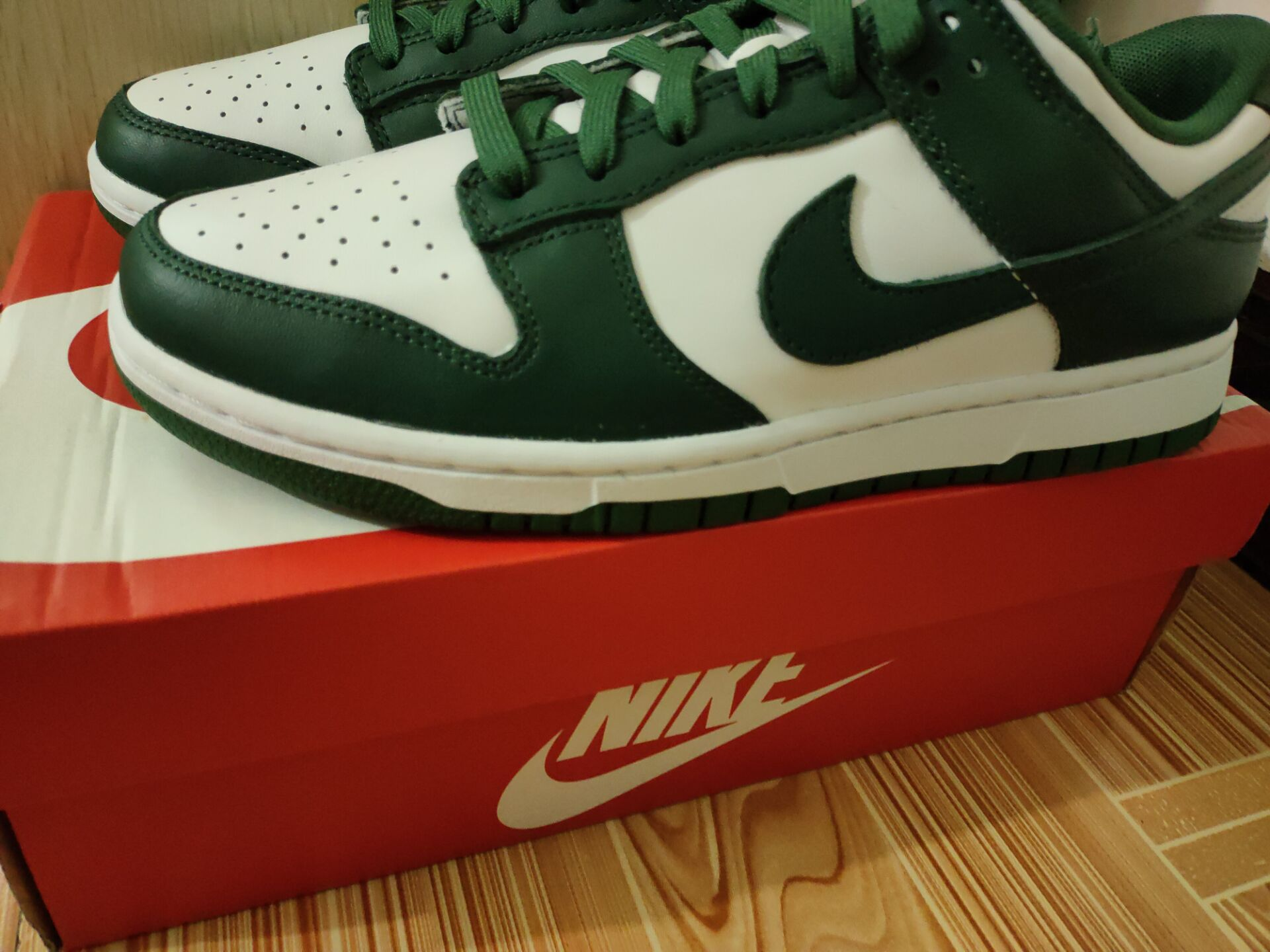